# Neocamarosporium
Neocamarosporium Crous & M.J. Wingf. – rodzaj grzybów z klasy Dothideomycetes. Grzyby mikroskopijne.

## Charakterystyka
Konidiomy brązowe do czarnych, zanurzone, z czasem wyłaniające się na zewnątrz, kuliste z brodawkowatym wierzchołkiem i centralną ostiolą. Ściana 3–6 warstw komórek o teksturze wielokątnej. Konidiofory zredukowane do komórek konidiotwórczych. Komórki konidiotwórcze wyściełające wewnętrzną warstwę konidiomu, oddzielne, szkliste, gładkie, ampułkowate, proliferujące kilkakrotnie równolegle w pobliżu wierzchołka lub na tym samym poziomie. Konidia tworzą się pojedynczo, początkowo są szkliste, bezprzegrodowe, grubościenne, rozwijające centralną przegrodę, a następnie stają się murkowate, z przegrodami. Mają zmienny kształt od kulistego przez odwrotnie jajowaty do elipsoidalnego, barwę złocistobrązową, są drobno chropowate, grubościenne.
W Polsce występuje N. betae (podany jako Phoma betae). Powoduje grzybowe choroby roślin o nazwie plamik buraka i zgorzel siewek buraka.

## Systematyka i nazewnictwo
Pozycja w klasyfikacji według Index Fungorum: Neocamarosporiaceae, Pleosporales, Pleosporomycetidae, Dothideomycetes, Pezizomycotina, Ascomycota, Fungi.
Takson utworzyli Pedro Willem Crous i Michael John Wingfield w 2014 r.
Niektóre gatunki:
- Neocamarosporium artemisiae Dayar. & E.B.G. Jones 2020
- Neocamarosporium betae (Berl.) Ariyaw. & K.D. Hyde 2015
- Neocamarosporium chenopodii (Ellis & Kellerm.) Wanas. & K.D. Hyde 2017
- Neocamarosporium lamiacearum Dayar., E.B.G. Jones & K.D. Hyde 2017

Nazwy naukowe na podstawie Index Fungorum.